# Fonds Economische Structuurversterking
Het Fonds Economische Structuurversterking (FES) was een Nederlands begrotingsfonds dat gefinancierd werd uit een deel van de aardgasbaten.
Het Fonds Economische Structuurversterking werd in 1995 opgericht met de bedoeling de meevallers van de aardgasbaten in een apart fonds onder te brengen. Het geld is bestemd enerzijds voor investeringen in de infrastructuur, en anderzijds sinds 2005 ook voor investeringen in de Nederlandse kenniseconomie. Het beheer van het fonds ligt in handen van de ministers van Economische Zaken en van Financiën.
De uitgaven van het FES in 2005 bedroegen € 1.856 miljoen en de ontvangsten € 3.072 miljoen. Het saldo van het FES bedroeg ultimo 2005 € 2.517 miljoen. Tot en met 2005 heeft het fonds circa 17 miljard euro geïnvesteerd. De ontvangsten zijn in en na 2005 aanzienlijk hoger geweest dan vorige jaren door de sterk gestegen prijzen op de energiemarkt; de aardolieprijs steeg, onder andere door de Irakoorlog, en de prijs van aardgas is gekoppeld aan de prijs van aardolie.
In 2011 is het FES opgeheven en vloeien alle aardgasbaten weer in de algemene middelen. Nog lopende FES projecten hebben van de overheid een garantie op toekomstig budget gekregen via de reguliere begrotingen van de verantwoordelijke ministeries.

## Doelstelling
Het FES moet de economische structuren van Nederland versterken. De Betuweroute en de Hogesnelheidslijn zijn waarschijnlijk de best bekende, door het FES gefinancierde infrastructurele projecten. Een groot deel van de uitgaven van het FES bestaat uit bijdragen aan de begroting van het Ministerie van Verkeer en Waterstaat (VenW). Het grootste deel van deze bijdragen loopt via het Infrastructuurfonds. In 2005 is € 1.080,4 miljoen toegezegd aan het Infrastructuurfonds en € 120,6 miljoen aan het Ministerie van VenW en het Infrastructuurfonds samen.

## Kritiek
Volgens sommige critici hebben sommige bestedingen van het FES een controversieel effect op de versterking van de Nederlandse economische structuur. Zij vinden dat politici niet moeten toegeven aan onnodige en prestigeprojecten. Er ontbreekt een Odysseaanse constructie in het denken van de politici. Het FES kan naar hun mening beter omgevormd worden tot spaarfonds om de Hollandse ziekte, die tot inflatie zou leiden, te voorkomen. Ten slotte zou het onverstandig zijn de uitgaven aan economische structuur enkel en alleen te laten afhangen van de olie- en gasprijzen die bepalend zijn voor de inkomsten van FES.

### Verdeling van de gelden
Veel instellingen hebben kritiek op de manier waarop het FES de aardgasbaten beheert. In het verleden wilde de PvdA dat de Tweede Kamer meer invloed zou krijgen op de besteding van de aardgasmiljarden. Ook de Adviesraad voor het Wetenschaps- en Technologiebeleid (AWT), de Raad voor Economische Adviseurs, de Algemene Rekenkamer en het Innovatieplatform hebben hun ongenoegen over het FES uitgesproken. De kritiek gaat over de bestedingswijze en zelfs over het bestaansrecht van het Fonds. Het FES ontvangt jaarlijks 42% van de aardgasinkomsten. Deels gaat dit geld naar de infrastructuur (Betuweroute en HSL). Ook stopt het fonds geld in de kennisinfrastructuur, zoals het Innovatieplatform en het topinstituut Pharma.

### Regionaal
Uit een ‘quick-scan’ onderzoek naar de verdeling van rijksmiddelen, dat in 2006 in opdracht van de provincies Friesland, Groningen en Drenthe door het Instituut voor Onderzoek van Overheidsuitgaven (IOO), is uitgevoerd, bleek dat slechts 1% van de inkomsten uit gaswinning werd geïnvesteerd in die regio's. Het Samenwerkingsverband Noord-Nederland (SNN) zei namens de provincies amper voordeel te hebben van het aardgas dat bij hen wordt gewonnen. Al langer werd vermoed dat de aardgasbaten die in het Fonds Economische Structuurversterking (FES) terechtkwamen, vooral ten goede kwamen aan het West-Nederland. Het ging daarbij om ruim € 12 miljard. De toenmalige Commissaris van de Koningin voor Friesland Ed Nijpels noemde het rapport een steun in de rug in komende onderhandelingen met het Rijk, maar uiteindelijk leverde dit niets op.
De ongelijkmatige geografische verdeling van de aardgasbaten wordt niet meegenomen door het statistische bureau van de Europese Unie, Eurostat, dat de aardgasbaten in de meeste statistieken volledig toekent aan de provincie Groningen. Voor de herverdeling van Europese fondsen en subsidies heeft dit een grote betekenis, omdat slechts 1% van de aardgasbaten bij de drie noordelijke provincies terecht is gekomen, en de provincie Groningen daarvan dan slechts weer een deel kreeg. In de meeste statistieken van Eurostat is Groningen echter de rijkste regio van Nederland, en in Europa de vijfde regio, na Londen, Brussel, Luxemburg en Hamburg.